# تمثل جيني

التمثل الجيني (بالإنجليزية: Genetic assimilation)‏ هو سيرورة فيها النمط الظاهري الذي نشأ كنتيجة لظرف بيئي، كالتعرض لماسخ، يصبح مشفراً جينياً عن طريق الاصطفاء الاصطناعي أو الاصطفاء الطبيعي. ولكن هذا لا يتطلب وراثة سمات مكتسبة، مع أنَّ الوراثة اللاجينية قد تؤثر على النتيجة. التمثل الجيني هو مجرد وسيلة لتخطي الحاجز عن الاصطفاء الذي تفرضه المتانة الجينية.